# 玛丽亚·吉楚利克
玛丽亚·吉楚利克（羅馬尼亞語：Maria Ghiţulică；1938年8月26日—），罗马尼亚共产党中央政治执行委员会候补委员、中央书记处书记，罗马尼亚国务委员会副主席，以严厉和强势的手腕众所周知。

## 生平
1938年，生于罗马尼亚多尔日县戈戈舒乡。1958年，加入罗马尼亚共产党。1959年，在“斯特凡·乔治乌”高级党校新闻系学习。1961年，任罗马尼亚共产主义青年团机关报《青年火花报》青年文学刊物编辑、罗马尼亚共产党中央干部部指导员。1969年，任罗马尼亚共产党布加勒斯特市第二区委员会顾问、二区党委公共关系和法律问题指导员。1974年，再次任罗马尼亚共产党中央干部部指导员。1979年，任罗马尼亚共产党奥尔特县委员会宣传鼓动事务书记。1982年，任罗马尼亚共产党弗朗恰县委员会第一书记兼弗朗恰县人民委员会执行委员会主席。
1984年，为罗共中央委员、中央政治执行委员会候补委员。1985年，为罗马尼亚社会主义共和国国务委员会副主席（女性国家副元首）。1985年，任罗马尼亚共产党中央书记处书记。1987年，任罗马尼亚共产党雅西县委员会第一书记兼雅西县人民委员会执行委员会主席。1980年，为奥尔特县斯图蒂纳第2选区大国民议会代表。1985年，为弗朗恰选区大国民议会代表。1989年，罗马尼亚革命。1990年，移居布加勒斯特，从事经商活动。